# Pereld a nőt!
A Pereld a nőt! (eredeti cím: Serving Sara) 2002-ben bemutatott amerikai–német filmvígjáték, Reginald Hudlin rendezésében. A főbb szerepekben Matthew Perry, Elizabeth Hurley és Bruce Campbell látható.

## Cselekmény
Joe egy bírósági közvetítőcég alvállalkozója. Életét versenyfutással tölti kollégáival, akiket meg kell előznie az idézések kézbesítésénél. Különféle furmányos csapdákkal igyekeznek megnehezíteni egymás dolgát. Joe legújabb feladata egy dúsgazdag férfi feleségének, Sarának elvinni a válóperről szóló idézést. Ám a kézbesítés után Sara meggondolja magát, és ellenpert kísérel meg, házastársi hűtlenség miatt, aminek fejében Joe-nak nagy pénzjutalmat ígér. Itt kezdődik a bonyodalom: Joe üldözi a férjet, Joe-t üldözi a férj által felbérelt bérgyilkos, Sarát üldözi Tony, Joe legnagyobb kézbesítő vetélytársa, Tonyt főnöke zaklatja, hogy sikerült-e kézbesítenie-e már az idézést, a főnököt pedig az ő megrendelője, a férj ügyvédje helyezi nyomás alá.

## Szereplők
| Színész                | Szerep       | Magyar hang            |
| ---------------------- | ------------ | ---------------------- |
| Matthew Perry          | Joe Tyler    | Sinkovits-Vitay András |
| Elizabeth Hurley       | Sara Moore   | Biró Anikó             |
| Vincent Pastore        | Tony         | Bácskai János          |
| Bruce Campbell         | Gordon Moore | Csuja Imre             |
| Amy Adams              | Kate         | Törtei Tünde           |
| Cedric the Entertainer | Ray Harris   | Koroknay Géza          |
| Terry Crews            | Vernon       | Welker Gábor           |